# The Forgotten Frontier
The Forgotten Frontier is een Amerikaanse documentaire uit 1931. De film gaat over verpleegkundige die werkte in de ruigere gebieden van de Appalachen aan het begin van de vorige eeuw. De film werd in 1996 toegevoegd aan het National Film Registry.